# Маліка Тетяна Олексіївна
Тетяна Олексіївна Маліка (нар. 25 квітня 1957, село Іванківці, тепер Знам'янського району Кіровоградської області) — українська радянська діячка, машиніст електромостового крану Полтавського гірничо-збагачувального комбінату імені 50-річчя СРСР Полтавської області. Депутат Верховної Ради УРСР 11-го скликання.

## Біографія
Освіта середня.
З 1975 року — машиніст електромостового крану Крюківського вагонобудівного заводу Полтавської області, потім — машиніст електромостового крану Полтавського гірничо-збагачувального комбінату імені 50-річчя СРСР у місті Комсомольськ Полтавської області.
Потім — на пенсії в місті Комсомольську (Горішні Плавні) Полтавської області.

## Нагороди
- ордени
- медалі